# Prekidački izvor napajanja
Prekidački izvor napajanja je elektronski izvor napajanja u kojem tranzistori rade kao prekidači. Za razliku od linearnog izvora napajanja koji reguliše napon tako što disipira višak snage na tranzistoru snage, prekidački izvor velikom brzinom prebacuje tranzistor između stanja zasićenja i zakočenja stvarajući pravougaoni napon čija je srednja vrijednost jednaka željenom izlaznom naponu. Prolaskom ovakvog pravougaonog napona kroz niskofrekventni filtar, sastavljen od kondenzatora i kalemova, dobija se željeni jednosmjerni napon. Glavna prednost prekidačkih izvora je njihov veliki koeficijent iskorišćenja snage (veći od 80%), jer je snaga disipacije tranzistora u režimima zasićenja i zakočenja mnogo manja nego u aktivnom režimu. Druge prednosti su manje dimenzije i težina (jer nema potrebe za velikim transformatorima), kao i manje stvaranje toplote zbog velike efikasnosti. Nedostaci su povećana složenost, visokofrekventna energija koja može da izazove elektromagnetnu interferenciju, kao i veći nivo smetnji na izlazu zbog prekidačkog rada.

## Princip rada

### Ulazni ispravljački stepen
Ako se prekidački izvor napaja naizmjeničnim naponom prvo ga treba pretvoriti u jednosmjerni. Ovo se zove ispravljanje. Ispravljač proizvodi pulsirajući jednosmjerni napon koji zatim prolazi kroz RC filtar koji „pegla“ taj napon. Pulsirajući napon smanjuje faktor snage, pa kvalitetniji prekidački izvori imaju i stepen za korekciju faktora snage.
Ulazni ispravljački stepen često posjeduje udvostručavač napona da bi izvor podjednako mogao da radi sa ulaznim naponima reda 120V kao i 240V. Obično se prekidačem može podesiti u kojem opsegu će da radi izvor.
Izvori koji se napajaju jednosmjernim naponom ne posjeduju ispravljački stepen.

### Invertorski stepen
Invertor pretvara jednosmjerni napon u naizmjenični velike učestanosti (reda desetina ili stotina kiloherca). Učestanost se najčešće bira da bude iznad 20 kHz da bi bila nečujna za ljudsko uvo. Prekidanje se obično vrši pomoću MOSFET-ova jer imaju manju otpornost i podnose veće struje nego bipolarni tranzistori.

### Izlazni ispravljački stepen
Ako se zahtijeva da izlaz bude izolovan od ulaza, što je najčešće slučaj, invertovani napon se vodi na primarni namotaj izlaznog visokofrekventnog transformatora. On povećava ili smanjuje napon na željeni nivo na sekundarnom namotaju.
Napon sa transformatora se zatim ispravlja da bi se dobio jednosmjerni napon. Za izlazne napone veće od 10 volti koriste se brze silicijumske diode. Za niže napone koriste se Šotkijeve diode jer imaju manji pad napona kad provode. Za veoma male napone koriste se MOSFET-ovi kao sinhroni ispravljači. 
Ispravljeni napon se „pegla“ propuštanjem kroz filtar sastavljen od kondenzatora i kalemova. Što je veća učestanost prekidanja potrebne su manje kapacitivnosti i induktivnosti ali i "brže" silicijumske diode.
Jednostavniji, neizolovani izvori sadrže kalem umjesto transformatora. U ovu grupu spadaju prekidacki spuštač napona (buck) i podizač napona (boost). To su najjednostavniji prekidački izvori koji sadrže jedan aktivni prekidač (MOSFET) i jedan induktivitet.

### Regulacija
Povratna sprega upoređuje izlazni napon sa referentnim naponom, koji je ručno ili elektronski postavljen na željeni nivo. Ako postoji greška u veličini izlaznog napona, povratna sprega kompenzuje tako što podešava period vremena u kojem su MOSFET-ovi uključeni.

## Vrste
Postoje razne vrste prekidačkih izvora:
- Prekidački spuštač napona
- Prekidački podizač napona
- Prekidački obrtač napona
- Flyback konvertor
- Forward konvertor
- Push-Pull konvertor
- Polumostni konvertor
- Punomostni konvertor
- Ćuk konvertor
- i dr.

### Prekidački spuštač napona (buck konvertor)
Ovaj prekidački izvor sadrži dva prekidačka elementa (tranzistor i diodu) i dva reaktivna elementa (kalem i kondenzator).
Najjednostavniji način da se smanji napon je upotrebom naponskog razdjelnika, ali mane ovog pristupa su velika disipacija energije i neregulisanost izlaznog napona. Sa druge strane, buck konvertor može da bude veoma efikasan (stepen iskorišćenja čak do 95% za integrisana kola) i samoregulišući je. Zbog toga se često upotrebljava u prenosnim računarima za smanjenje napona baterije (tipično 12 do 24 V) na napon od nekoliko volti potreban za rad procesora.
Princip rada je veoma jednostavan:
- Kada je prekidač na gornjoj šemi (najčešće tranzistor) zatvoren, napon na kalemu će biti {\displaystyle V_{L}=V_{i}-V_{o}}. Struja kroz kalem će da raste gotovo linearno. Pošto je dioda inverzno polarisana izvorom Vi, kroz nju neće teći struja.
- Kada je prekidač otvoren dioda je direktno polarisana. Ako se zanemari pad napona na diodi, napon na kalemu je {\displaystyle V_{L}=-V_{o}}. Struja kroz kalem opada.

Energija akumulisana u L je
{\displaystyle E={\frac {1}{2}}L\times I_{L}^{2}}
Iz ovoga se može vidjeti da se energija u kalemu povećava dok je prekidač zatvoren, a smanjuje dok je prekidač otvoren. Kalem služi za prenošenje energije sa ulaza na izlaz konvertora.
Promjena struje kroz kalem se može izračunati iz:
{\displaystyle V_{L}=L{\frac {dI_{L}}{dt}}}
Povećanje struje kroz kalem dok je prekidač uključen je jednako:
{\displaystyle \Delta I_{L_{on}}=\int _{0}^{t_{on}}{\frac {V_{L}}{L}}\,dt={\frac {\left(V_{i}-V_{o}\right)\cdot t_{on}}{L}}}
Isto tako smanjenje struje kroz kalem dok je prekidač isključen je:
{\displaystyle \Delta I_{L_{off}}=\int _{0}^{t_{off}}{\frac {V_{L}}{L}}\,dt=-{\frac {V_{o}\cdot t_{off}}{L}}}
Ako se pretpostavi da kolo radi u ustaljenom režimu struja kroz kalem će da bude jednaka u t=0 i t=T (vidi sliku desno).
Tada je {\displaystyle \Delta I_{L_{on}}+\Delta I_{L_{off}}=0}, odnosno
{\displaystyle {\frac {\left(V_{i}-V_{o}\right)\cdot t_{on}}{L}}-{\frac {V_{o}\cdot t_{off}}{L}}=0}
Ako se uvede veličina D=ton/T koja se zove faktor ispune dobija se:
{\displaystyle D={\frac {V_{o}}{V_{i}}}}
Iz ove jednačine se vidi da za određeni ulazni napon izlazni napon linearno zavisi od faktora ispune, i da nikada ne može biti veći od ulaznog napona (jer je D≤1).

### Prekidački podizač napona (boost konvertor)
Kao i buck konvertor i boost konvertor se sastoji od dva prekidača (tranzistor i dioda) i dva reaktivna elementa (kalem i kondenzator). Primjenjuje se tamo gdje dobijanje velikog napona nije izvodljivo pomoću rednog vezivanja više baterija (npr. zbog nedostatka prostora). 
Princip rada:
- Kada je prekidač zatvoren, povećaće se struja kroz kalem, odnosno akumulisaće se energija u njemu.
- Kada je prekidač otvoren, jedina „putanja“ za struju kalema je kroz diodu, kondenzator C (koji ima ulogu da održi izlazni napon konstantnim) i potrošač R.

Sličnom analizom kao kod spuštača napona, za ovo kolo može se dobiti:
{\displaystyle D={1-{\frac {V_{i}}{V_{o}}}}}
Iz ove jednačine se vidi da je izlazni napon uvijek veći od ulaznog i da se povećava sa povećanjem D, teoretski do beskonačnosti ukoliko je D jednako 1.

### Prekidački obrtač napona (inverter regulator ili Buck-boost konvertor)
Za razliku od prethodna dva, ovaj konvertor može da na izlazu daje napon koji je ili veći ili manji od ulaznog, jedino što je suprotnog polariteta u odnosu na ulazni (ako je ulazni napon bio pozitivan, izlazni je negativan i obrnuto).
Princip rada je sličan kao kod prethodna dva:
- Kada je prekidač zatvoren, dioda je inverzno polarisana, pa je ulazni naponski izvor direktno povezan sa kalemom, što će proizvesti povećanje struje kroz kalem, odnosno akumulaciju energije u njemu.
- Kada je prekidač otvoren, kalem će se „prazniti“ kroz diodu (koja je sada direktno polarisana jer je napon na kalemu promijenio polaritet u skladu sa Lencovim zakonom), kondenzator i potrošač R. I kod ovog kola kondenzator (velike kapacitivnosti) služi da održi izlazni napon konstantnim.

Jednostavnom analizom se može doći do:
{\displaystyle D={\frac {V_{o}}{V_{o}+V_{i}}}}
Odavde se zaključuje da je izlazni napon uvijek negativan i da može da bude manji ili veći od ulaznog napona u zavisnosti od faktora ispune D.

### Flyback konvertor
Ovaj konvertor je identičan buck-boost konvertoru samo što je kalem zamijenjen transformatorom radi galvanskog razdvajanja ulaza od izlaza. Princip rada je sličan:
- Kada je prekidač zatvoren, primarni namotaj transformatora je direktno povezan sa izvorom. Pošto je napon u sekundaru negativan dioda je inverzno polarisana, pa će doći do povećanja magnetnog fluksa u transformatoru.
- Kada je prekidač otvoren, energija iz transformatora se predaje potrošaču (jer je dioda sada direktno polarisana)

### Ćuk konvertor
Ćuk konvertor se sastoji od dva kalema, dva kondenzatora, prekidača (tranzistora) i diode. Ovaj konvertor koristi kondenztor za prebacivanje energije sa ulaza na izlaz, za razliku od većine prekidačkih izvora koji za to koriste kalem. Kao i prekidački obrtač napona i ovaj konvertor može da daje veći ili manji napon od ulaznog, koji je suprotnog polariteta.
Princip rada:
- Kada je prekidač otvoren, dioda D je direktno polarisana. Zbog toga je kalem L1 povezan na red sa izvorom Vi i kondenzatorom C, pa je {\displaystyle V_{L1}=V_{i}-V_{C}} (ako se zanemari pad napona na diodi). Kalem L2 je paralelno vezan sa kondenzatorom Co pa je {\displaystyle V_{L2}=V_{o}}.
- Kada je prekidač zatvoren, kalem L1 je direktno spojen na izvor Vi pa je {\displaystyle V_{L1}=V_{i}}. Kalem L2 je redno vezan sa kondenzatorima C i Co pa je {\displaystyle V_{L2}=V_{o}-V_{C}}.

Kondenztor C služi za prebacivanje energije sa ulaza na izlaz, dok se kalemovi L1 i L2 ponašaju kao strujni izvori koji ograničavaju struju punjenja kondenzatora C i Co.
Da bi ovo kolo radilo u ustaljenom režimu struje kroz kalem moraju da budu iste na početku i kraju komutacionog perioda, a pošto je
{\displaystyle V_{L}=L{\frac {dI}{dt}}}
zaključuje se da srednje vrijednosti napona na kalemovima moraju da budu jednake nuli tokom komutacionog perioda.
Pošto je prekidač zatvoren u intervalu vremena od t=0 do t=D.T (D je faktor ispune), a otvoren od t=D.T do t=T (odnosno tokom intervala jednakog (1-D).T), srednje vrijednosti napona na kalemovima su:
{\displaystyle {\bar {V}}_{L1}=D\cdot V_{i}+\left(1-D\right)\cdot \left(V_{i}-V_{C}\right)=\left(V_{i}-(1-D)\cdot V_{C}\right)}
{\displaystyle {\bar {V}}_{L2}=D\left(V_{o}-V_{C}\right)+\left(1-D\right)\cdot V_{o}=\left(V_{o}-D\cdot V_{C}\right)}
Pošto obe srednje vrijednosti moraju da budu jednake nuli dobija se iz poslednje jednačine:
{\displaystyle V_{C}={\frac {V_{o}}{D}}}
i zamjenujuci to u izraz za srednju vrijednost napona na kalemu L1:
{\displaystyle {\bar {V}}_{L1}=\left(V_{i}+(1-D)\cdot {\frac {V_{o}}{D}}\right)=0}
odnosno
{\displaystyle {\frac {V_{o}}{V_{i}}}=-{\frac {D}{1-D}}}
{\displaystyle D={\frac {V_{o}}{V_{o}+V_{i}}}}
Vidi se da je ovaj izraz isti kao kod prekidačkog obrtača napona.

## Primjena
Prekidački izvori se koriste kao izvori napajanja u računarima, televizorima i u mnogim drugim aparatima koji se koriste u domaćinstvu. Zbog malih dimenzija koriste se u punjačima mobilnih telefona kao i drugih prenosnih uređaja.
Ovi izvori često imaju širok opseg ulaznog napona (od 100 do 240V AC) da bi mogli da rade bilo gdje u svijetu.